# Emmerich Danzer

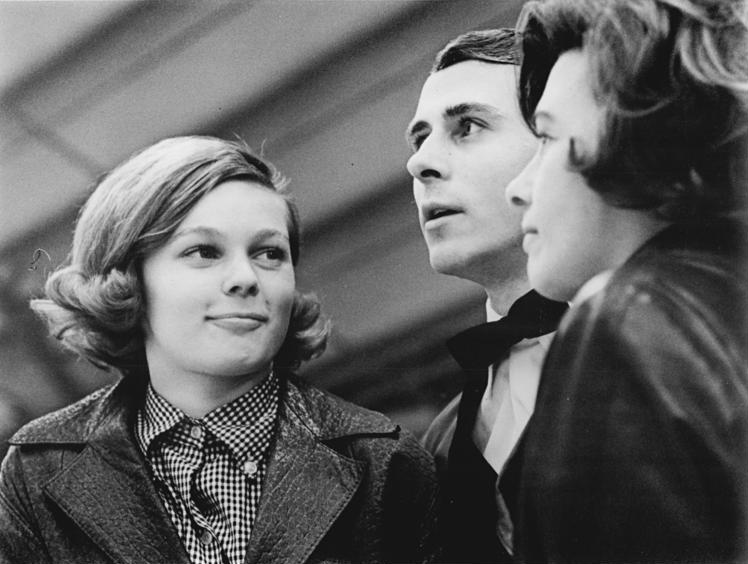
Emmerich Danzer

Emmerich Danzer (n. 15 martie 1944, Viena, Germania Nazistă) este un fost patinator austriac. Danzer este multiplu campion european⁠(d) și mondial la patinaj artistic.

## Rezultate
| Anul                       | 1961 | 1962 | 1963 | 1964 | 1965 | 1966 | 1967 | 1968 |
| -------------------------- | ---- | ---- | ---- | ---- | ---- | ---- | ---- | ---- |
| Jocurile Olimpice de iarnă |      |      |      | 5    |      |      |      | 4    |
| Campionatul Mondial        |      | 7    | 9    | 5    | 5    | 1    | 1    | 1    |
| Campionatul European       | 5.   | 5.   | 3.   | 4.   | 1.   | 1.   | 1.   | 1.   |